# ماتئو سورانیا
ماتئو سورانیا (ایتالیایی: Matteo Soragna؛ زادهٔ ۲۶ دسامبر ۱۹۷۵) بازیکن بسکتبال اهل ایتالیا بود.
وی در مسابقات کشوری و بین‌المللی در مجموع برندهٔ ۱ مدال نقره، ۱ مدال برنز شده‌است.